# Alternativní sundavání kalhot
Alternativní sundavání kalhot je osmnáctý díl třetí řady amerického televizního seriálu Teorie velkého třesku. V této epizodě hostuje Ren Hanami. Režisérem epizody je Mark Cendrowski.

## Děj
Sheldonovi bylo oznámeno, že obdrží každoroční vědeckou cenu. Je z informace nadšený do chvíle, než se dozví, že bude muset přednést děkovnou řeč. Má totiž strach z vystupování před větším množstvím lidí. Zbytek partičky se mu snaží pomoci strach překonat, nakonec mu však "pomůže" obyčejná sklenička vína (a nejen jedna).

## Obsazení
| Johnny Galecki | Leonard Hofstadter |
| Jim Parsons    | Sheldon Cooper     |
| Kaley Cuoco    | Penny              |
| Simon Helberg  | Howard Wolowitz    |
| Kunal Nayyar   | Raj Koothrappali   |
| Ren Hanami     | zpěvačka           |